# Estado de exceção
Estado de exceção é um conceito introduzido na década de 1920 pelo filósofo e jurista alemão Carl Schmitt, semelhante a um estado de emergência (lei marcial) mas baseado na capacidade do soberano de transcender o estado de direito em o nome do bem público, é uma situação oposta ao Estado democrático de direito em situações de suspensão de direitos causada por descontrole institucional.

## Conceito
A ideia de que um estado pode precisar lidar com problemas imprevistos e críticos é antiga; por exemplo, o conceito republicano romano da ditadura permitia que uma única pessoa tomasse medidas extraordinárias, sob rígidos controles. Pensadores renascentistas como Maquiavel e Jean Bodin também discutiram o problema. No entanto, enquanto a monarquia implica elementos de irresponsabilidade e poderes extralegais, as constituições republicanas modernas tentam remover esses fatores, levantando a questão de como lidar com tais emergências.
Antes do século XX, as constituições não definiam o estado de emergência em grande detalhe. Por exemplo, a Constituição dos Estados Unidos permite a suspensão do habeas corpus, mas somente com a anuência do Congresso; o executivo não tem esse poder em si. A Constituição francesa de 1848 afirmava que uma lei deveria ser aprovada definindo um estado de exceção, mas ela própria não definia um. Dadas as difíceis circunstâncias da Alemanha pós-Primeira Guerra Mundial, é compreensível que a Constituição de Weimar incluísse o Artigo 48, permitindo poderes de emergência; no entanto, estes nunca foram legalmente definidos.

## Brasil

### Estado de defesa
Estado de defesa (previsto no art. 136 da Constituição brasileira) é a espécie mais branda. Pode ser decretado para garantir em locais restritos e determinados a ordem pública ou a paz social, ameaçadas por grave e iminente instabilidade institucional ou calamidades naturais de grandes proporções.
No Brasil, o Estado de defesa é decretado pelo Presidente da República, que deverá submeter o decreto à apreciação do Congresso Nacional, que o fará em até 24 horas. Sendo medida temporária, vigerá tão somente por até 30 dias, permitida prorrogação por até igual período.

### Estado de sítio
Medida extrema que, no Brasil, pode ser decretada nos seguintes casos:
- Comoção grave de repercussão nacional;
- Ineficácia de estado de defesa decretado anteriormente;
- Declaração de estado de guerra;
- Resposta a agressão armada estrangeira.

O estado de sítio é uma medida que possui duração de até 30 dias, podendo ser prorrogado por período não superior (art. 138 § 1).  
Note-se que, de acordo com o art. 137, inciso I ("I - comoção grave de repercussão nacional ou ocorrência de fatos que comprovem a ineficácia de medida tomada durante o estado de defesa;") a cada 30 dias poderá haver sucessivas renovações do decreto de sítio.
Outra situação de manutenção sucessiva é no caso do país envolver-se em guerra formalmente declarada, quando tal estado de exceção pode ser mantido indefinidamente, enquanto se fizer necessário e desde que perdure o conflito bélico.
No Brasil, somente por decreto do Presidente da República pode ser instituído o estado de sítio ou prorrogado a cada vez (art. 138, § 1º), após este receber autorização formal do Congresso Nacional (art. 137,CF), após ser consultado o Conselho da República e o Conselho de Defesa Nacional — que oferecerão parecer não-vinculativo.
Podemos sintetizar tudo seguindo o esquema abaixo:
Estado de defesa (30 dias, por decreto, informando a medida ao Congresso Nacional) → renovação do estado de defesa (por mais 30 dias) → estado de sítio (30 dias/1ª vez, após receber autorização do Congresso Nacional) → renovação do estado de sítio (a cada 30 dias, por decreto presidencial, no caso do inciso I do art. 137 ou poderá ser decretado por todo o tempo que perdurar a guerra ou a agressão armada estrangeira; necessário ter, em cada vez, autorização do Congresso Nacional, que decidirá por maioria absoluta).

## Portugal

### Estado de exceção
Os artigos 19.º e 138.º da Constituição portuguesa de 1976 preveem dois níveis de estado de exceção: o estado de emergência e o estado de sítio. Apenas podem ser decretados pelo Presidente da República e com autorização da Assembleia da República.